# Amazonides intermedia
Amazonides intermedia är en fjärilsart som beskrevs av Emilio Berio 1972. Amazonides intermedia ingår i släktet Amazonides och familjen nattflyn. Inga underarter finns listade i Catalogue of Life.